# Unborn in the USA: Inside the War on Abortion
Pour plus de détails, voir Fiche technique et Distribution.
Unborn in the USA: Inside the War on Abortion est un film documentaire sorti le 15 juin 2007 à New-York. Son slogan est : « Comment les pro-vie sont en train de gagner ».  
Le film a commencé comme un projet de thèse des étudiants Stephen Fell et Will Thompson de l'Université Rice d'Houston, au Texas.

## Synopsis
Il relate les événements majeurs tels que la marche annuelle pour la vie de Washington et la marche pour la vie des femmes.
Il présente plus de 70 entrevues avec les membres de l'Armée de Dieu et d'autres militants pro-vie.